# Rest in Sleaze
Rest in Sleaze è il primo album dei Crashdïet, uscito il 20 maggio 2005 per l'etichetta discografica Universal Records.

## Tracce
Testi e musiche di Dave Lepard, tranne dove indicato.
1. Knokk 'Em Down – 3:36
2. Riot in Everyone – 3:57 (musica: Lepard, Martin Sweet)
3. Queen Obscene (69 Shots) – 3:45
4. Breakin' the Chainz – 3:01 (musica: Lepard, Sweet)
5. Needle in Your Eye – 3:48 (musica: Lepard, Sweet)
6. Tikket – 3:33
7. Out of Line – 3:42
8. It's a Miracle – 3:29 (musica: Lepard, Sweet)
9. Straight Outta Hell – 2:59 (musica: Lepard, Sweet)
10. Back on Trakk – 3:40 (musica: Lepard, Sweet)

## Formazione
- Dave Lepard - voce, chitarra
- Martin Sweet - chitarra
- Peter London - basso
- Eric Young - batteria